# Епархия Одиенне
Епархия Одиенне (лат. Dioecesis Odiennensis) — епархия Римско-Католической церкви с центром в городе Одиенне, Кот-д’Ивуар. Епархия Одиенне входит в митрополию Корого. Кафедральным собором епархии Одиенне является церковь Святого Августина.

## История
19 декабря 1994 года Римский папа Иоанн Павел II выпустил буллу «Ad aeternam provehendam», которой учредил епархию Одиенне, выделив её из части епархий Корого, Далоа и Мана.

## Ординарии епархии
- архиепископ Maurice Konan Kouassi (19.12.1994 — 22.03.2005 – назначен епископом Далоа);
- епископ Salomon Lezoutié (29.07.2005 — 3.01.2009);
- епископ Antoine Koné (1.07.2009 — 8.05.2019, до смерти);
  - Sede vacante (2019—2022);
- епископ Alain Clément Amiézi (30.06.2022 — по настоящее время).

## Источник
- Annuario Pontificio, Libreria Editrice Vaticana, Città del Vaticano, 2003, ISBN 88-209-7422-3
- Булла Ad aeternam provehendam  (лат.)